# Calosoma planicolle
Calosoma planicolle es una especie de escarabajo del género Calosoma, familia Carabidae. Fue descrita científicamente por Chaudoir en 1869.
Esta especie se encuentra en varios países de África.